# Saint-Étienne-de-Fontbellon
Saint-Étienne-de-Fontbellon är en kommun i departementet Ardèche i regionen Auvergne-Rhône-Alpes i sydöstra Frankrike. Kommunen ligger  i kantonen Aubenas som ligger i arrondissementet Largentière. År 2022 hade Saint-Étienne-de-Fontbellon 2 894 invånare.

## Befolkningsutveckling
Antalet invånare i kommunen Saint-Étienne-de-Fontbellon
Referens: INSEE